# Claude-Louis, comte de Saint-Germain

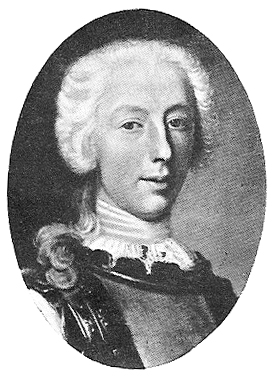
Claude-Louis de Saint-Germain.

Claude-Louis, comte de Saint-Germain (* 15. April 1707 im Schloss von Vertamboz; † 15. Januar 1778 in Paris) war Marschall von Frankreich und Kriegsminister, der auch in außerfranzösischen Diensten tätig war.

## Leben und Wirken
Saint-Germain besuchte Jesuitenschulen und sollte Priester werden, konnte dann aber ein Offizierspatent als Sous-Lieutenant erwerben. Er ging früh in auswärtige Dienste (angeblich musste er Frankreich wegen eines Duells verlassen) und diente unter dem Kurfürsten der Pfalz in Ungarn gegen die Türken. Im Österreichischen Erbfolgekrieg 1740 diente er dem bayerischen Kurfürsten, der später als Karl VII. Kaiser wurde. Wegen seiner Tapferkeit wurde er zum Generalmajor befördert. Nach dem Tod des Kaisers diente er kurz Friedrich dem Großen und war dann Maréchal de camp in der französischen Armee unter Moritz Graf von Sachsen in den Niederlanden. Er nahm an den Schlachten bei Lauffeldt, Rocoux und Maastricht teil. Beim Ausbruch des Siebenjährigen Krieges 1756 bekleidete er den Posten eines Lieutenant-général in der französischen Armee, gab diesen aber 1760 nach Hofintrigen auf. Er wurde Feldmarschall des dänischen Königs Friedrich V. Ab 1762 reorganisierte er dessen Armee. Nach dem Tod des dänischen Königs 1766 kehrte er nach Frankreich zurück und wurde Gutsbesitzer bei Lauterbach im Elsass. Nach einer Finanzkrise musste er sich erneut nach einer militärischen Position umsehen. Im Oktober 1775 wurde er (gefördert von Turgot und Malesherbes) Kriegsminister von Ludwig XVI. Er wollte auch hier die Armee (nach preußischem Vorbild) reorganisieren und die Zahl der Offiziere reduzieren. Zu seinen bedeutendsten Maßnahmen zählte die am 25. März 1776 verfügte schrittweise Aufhebung der Käuflichkeit von Offiziersposten: Gemäß der Ordonnance du Roi, portant suppression de la finance de tous les Emplois militaires sollte der Kaufpreis eines Offizierspatents bei jedem Verkauf um ein Viertel seines Werts sinken, so dass beim vierten Eigentümerwechsel kein Entgelt mehr zu entrichten war. Drei Tage später, am 28. März 1776, erfolgte die Gründung von zwölf, über ganz Frankreich verstreuten, Königlichen Militärschulen, die jene in Paris ergänzen sollten. Ebenfalls 1776 berief er den zuvor in Ungnade gefallenen Militärreformer Gribeauval zum ersten Generalinspekteur der Artillerie. Saint-Germains Versuch, in der französischen Armee die harsche preußische Disziplin einzuführen, führte indes zu so großem Widerstand, dass er bereits am 23. September 1777 zurücktrat. Er erhielt eine königliche Pension, starb aber wenig später in Paris im Arsenal.
In seiner Amtszeit vermittelte er den Kontakt zwischen Benjamin Franklin und Friedrich Wilhelm von Steuben, der daraufhin die Kontinentalarmee im Amerikanischen Unabhängigkeitskrieg reorganisierte.